# Pablo Honey
Pablo Honey — дебютный студийный альбом британской альтернативной рок-группы Radiohead,  выпущенный 22 февраля 1993 года. В число композиций альбома входит первый всемирно известный хит «Creep», вышедший на сингле немного ранее — в сентябре 1992-го. Уже после выпуска Pablo Honey, «Creep» поднялся на 71-ю строчку в британском чарте, заняв в итоге седьмое место. Группа также выпустила два других сингла к альбому: «Anyone Can Play Guitar» и «Stop Whispering».
Альбом в целом получил благоприятные отзывы от различных музыкальных изданий, но был также подвергнут критике из-за своего производного гранж-звучания и из-за наличия слаборазвитых песен, что очень часто преподносит альбом в негативном свете по сравнению с другими альбомами группы.

## О записи
После длительного периода, с того времени как будущие участники группы учились в университете, группа «On a Friday» была вновь созвана для выступлений на одной из сцен в Оксфорде с серией демозаписей в начале 90-х годов. Хорошая посещаемость концертов позволила участникам малоизвестного музыкального коллектива подписать, наконец-таки, профессиональный контракт. Первый официальный релиз группы, уже известной под названием «Radiohead», состоялся под лейблом Capitol Records. Это был мини-альбом Drill (рус. Дрель), спродюсированный Крисом Хаффордом и продававшийся весьма плохо. Для своего дебютного альбома группа доверилась продюсерским навыкам Шона Слэйда и Пола Колдэри из Массачусетса, которые в своё время были ответственны за записи альбомов Dinosaur Jr. и Buffalo Tom, чьими почитателями, как и многих других коллективов, являлись Radiohead.

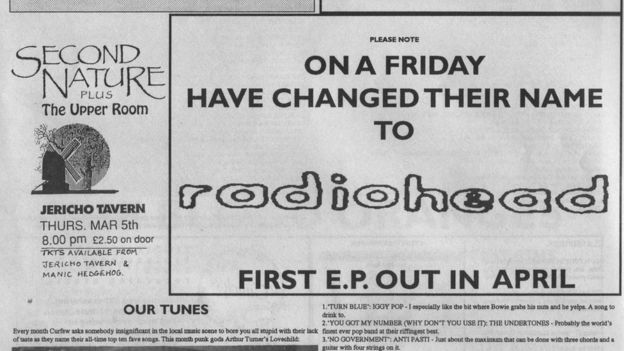
Объявление, размещённое в комендантском журнале Оксфорда.

За несколько месяцев до выпуска, группа выпустила свой дебютный сингл «Creep», который впоследствии был выпущен уже в качестве сингла для самого альбома. По словам Колина Гринвуда (басиста группы), Creep был написан певцом/ритм-гитаристом Томом Йорком где-то в конце 80-х, в то время когда он учился в университете Эксетера с другими членами группы, которые восприняли песню с большим энтузиазмом, что послужило поводом совместной работы над музыкой. Тем не менее, песня не была включена ни в их демозаписи, ни в концертные трек-листы, в то время как другая песня молодых музыкантов — «Inside My Head» (которая позже была выпущена в качестве би-сайда к «Creep») - считалась главным кандидатом на главный сингл группы.
Сессии записи альбома были завершены очень быстро, так как группа играла большинство песен с новой пластинки в течение нескольких лет. Однако то, что в конечном итоге осталось на Pablo Honey, представляет собой лишь часть из их записей в период существования группы «On a Friday». Альбом был позже описан музыкантами так: «Наши лучшие хиты как неподписанной группы, с гладкими звуковыми текстурами, гимновым вокалом и шумами гитарных стен». Несмотря на это, песня «Prove Yourself», из-за которой группа исключила «Drill» из возможного появления на своем альбоме, появляется вновь на других записях группы. Среди таких песен были также «You» и «Thinking About You», которые как и «Prove Yourself» были перезаписаны в новые версии.

### Название альбома
Название «Pablo Honey» (рус. милый Пабло) представляет собой аллюзию на телефонный розыгрыш американской пранк-группировки The Jerky Boys, небольшой отрывок из которого был засемплирован группой в песне «How Do You?»:

-Hello?

-Yeah?

-Pablo, honey?

-Yeah?

-Please, honey, come down to Florida.

-Huh?

-Come to Florida, honey, we need to…

-Yeah? Who’s this?

-Pablo, honey, been washing your ass, Pablo?

-Who is this?

-Keep yourself clean, honey?

-Hello?

-Pablo?

-Yeah?

## Список композиций
Все песни были записаны группой Radiohead.
| №                   | Название                                              | Длительность |
| ------------------- | ----------------------------------------------------- | ------------ |
| 1.                  | «You»                                                 | 3:29         |
| 2.                  | «Creep» (Radiohead, Альберт Хаммонд, Майкл Хазельвуд) | 3:56         |
| 3.                  | «How Do You?»                                         | 2:12         |
| 4.                  | «Stop Whispering»                                     | 5:26         |
| 5.                  | «Thinking About You»                                  | 2:41         |
| 6.                  | «Anyone Can Play Guitar»                              | 3:38         |
| 7.                  | «Ripcord»                                             | 3:10         |
| 8.                  | «Vegetable»                                           | 3:13         |
| 9.                  | «Prove Yourself»                                      | 2:25         |
| 10.                 | «I Can't»                                             | 4:13         |
| 11.                 | «Lurgee»                                              | 3:08         |
| 12.                 | «Blow Out»                                            | 4:40         |
| Общая длительность: | Общая длительность:                                   | 42:11        |

| №   | Название               | Длительность |
| --- | ---------------------- | ------------ |
| 13. | «Creep» (радио-версия) | 3:59         |

| №   | Название                  | Длительность |
| --- | ------------------------- | ------------ |
| 14. | «Pop Is Dead»             | 2:13         |
| 15. | «Inside My Head»          | 3:15         |
| 16. | «Million Dollar Question» | 3:17         |
| 17. | «Creep (Live)»            | 4:05         |
| 18. | «Ripcord (Live)»          | 3:13         |

## Участники записи
- Том Йорк — вокал, гитара
- Джонни Гринвуд — гитара, пианино, орган
- Эд О'Брайен — гитара, бэк-вокал
- Колин Гринвуд — бас-гитара
- Фил Селуэй — ударные